# Шуафат (район)

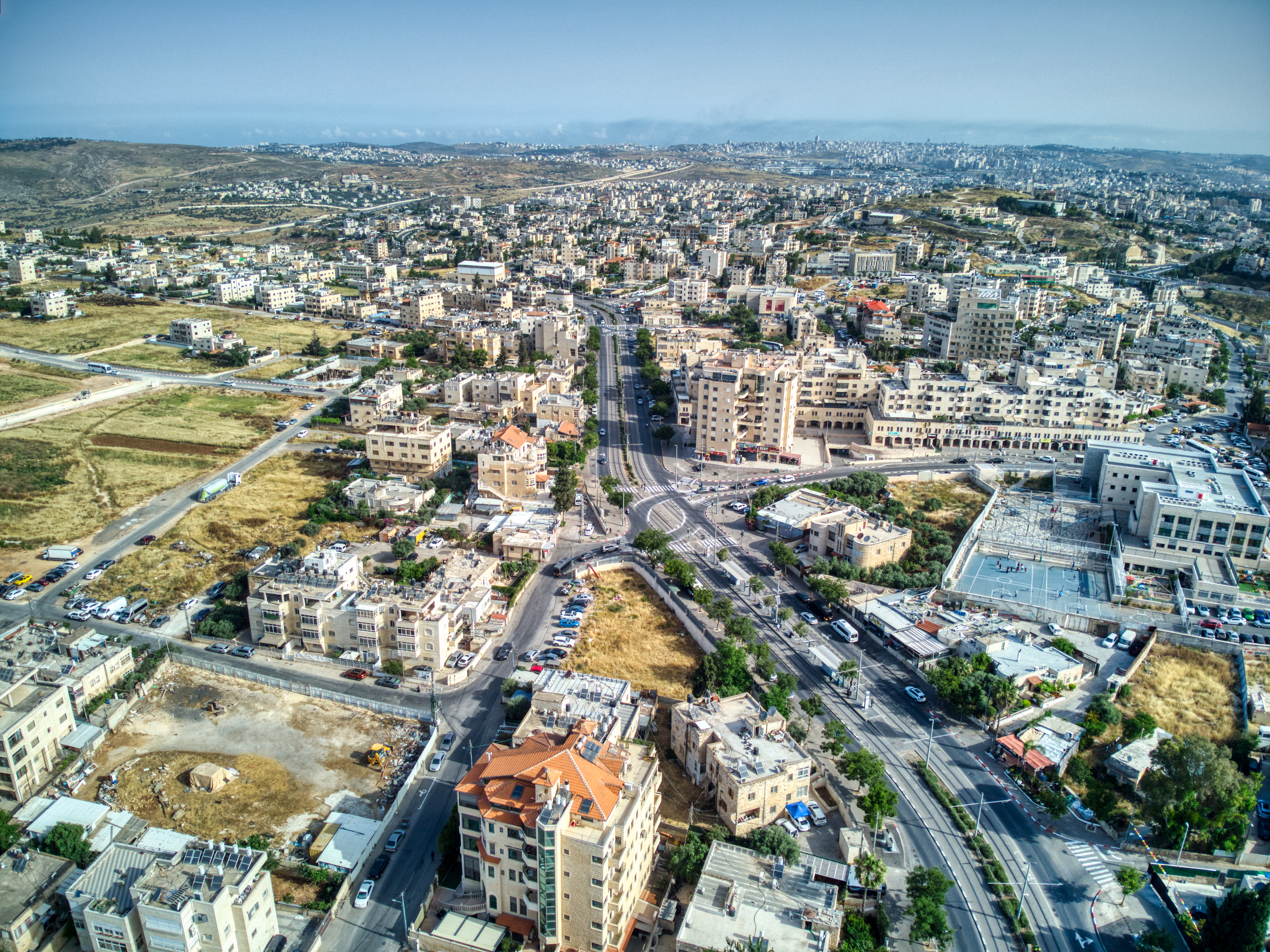
Вид на Шуафат

Шуафа́т (ивр. שעפט‎, араб. شعفاط‎ Šuʿafāṭ, также Шуфат, Шафат, Шоафат) — преимущественно палестино-арабский район Восточного Иерусалима, являющийся частью северо-восточного Иерусалима. Расположен вдоль старой дороги Иерусалим-Рамалла, к северу от Старого города. По данным иерусалимского муниципалитета (2016) население квартала 33 тысяч человек, а население расположенного рядом с районом Шуафат одноимённого лагеря беженцев ~8 тысяч человек, по максимальным оценкам 20 тыс.человек (2018).
Лагерь беженцев Шуафат был основан королем Иордании Хусейном (1965 год) для размещения палестинских беженцев из районов Иерусалима, Лидды, Яффы и Рамлы. Тогда же лагерь Муаска в еврейском квартале Старого города был закрыт.
Шуафат граничит с Писгат-Зеэвом и Бейт-Ханиной на севере, лагерем беженцев Шуафат на востоке, Французской горкой на юге и Рамат-Шломо на западе.

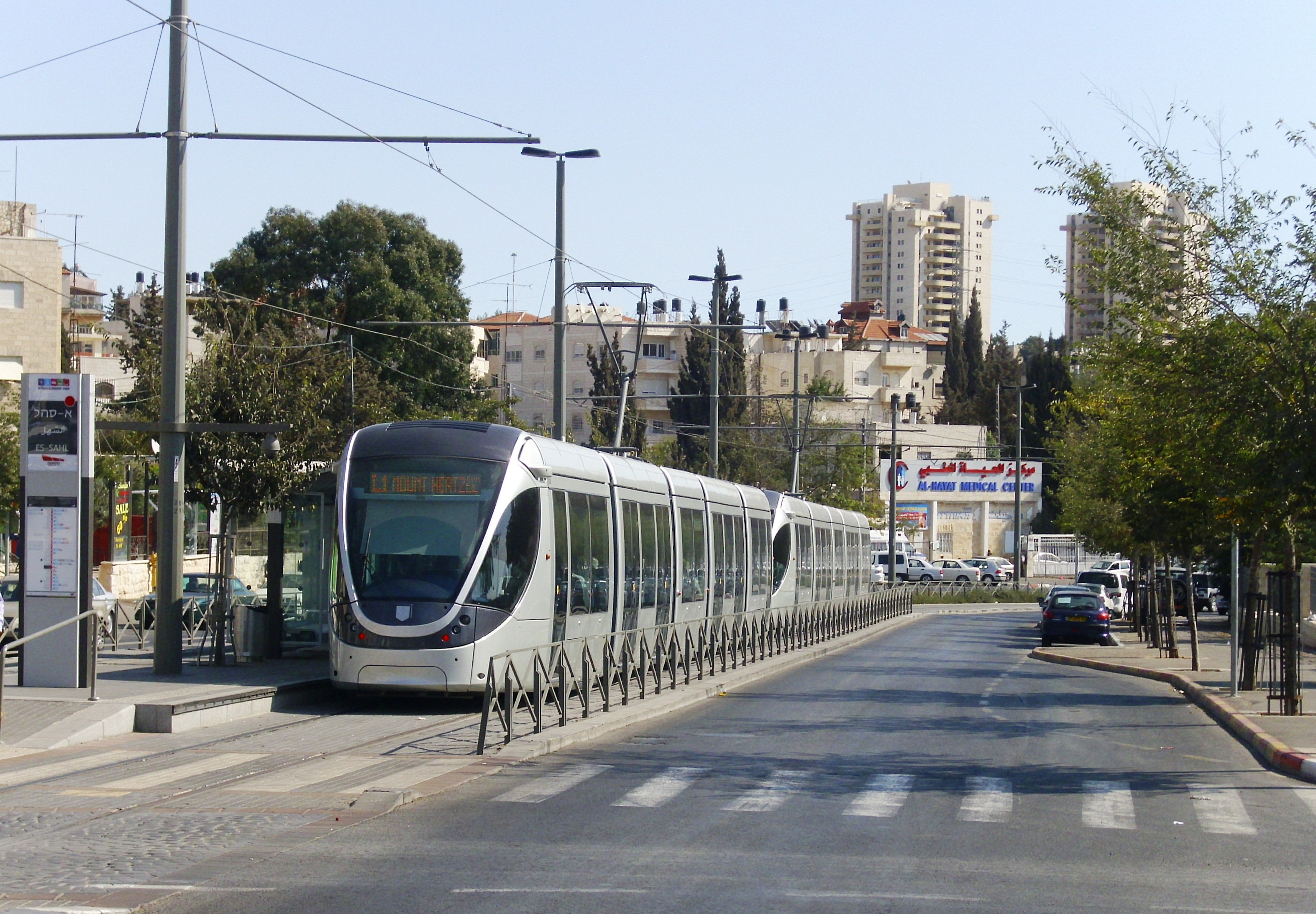
Иерусалимский трамвай в Шуафате

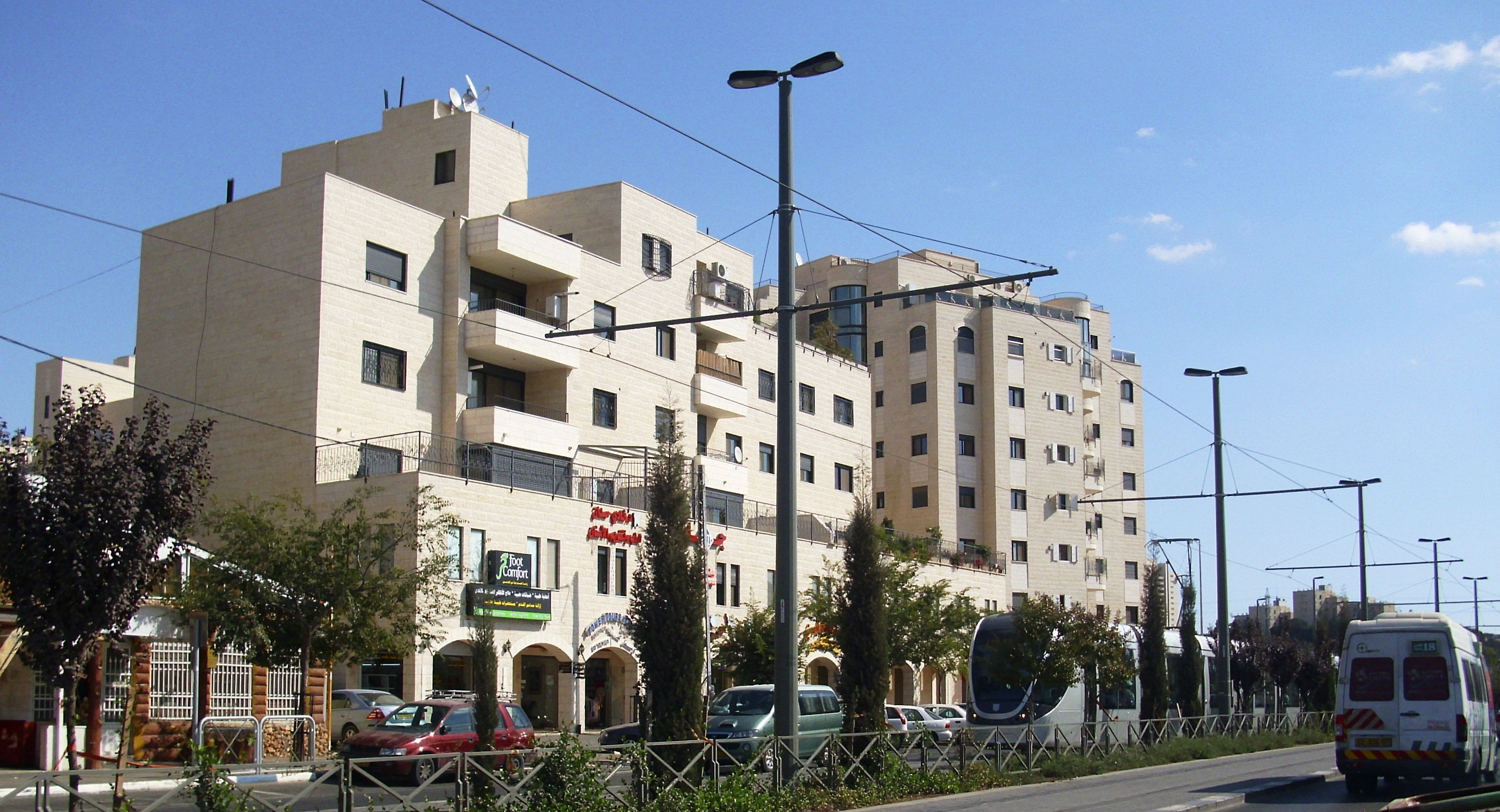
улица Шуафат

## Этимология
Клод Кондер и Герберт Китченер предположили варианты происхождения названия Шуафат:
- от имени еврейского царя Иосафата
- предположили связь Шуафата с библейским городом Мицпой[англ.]*[9] или Сафой
- предположили, что древнее название было изменено крестоносцами и образовано от слова Шаф (множественное число Шафат), что означает вершину горы.

Эдуард Палмер определял название Шуафат, как:
- либо имя собственное, означающее обычное арабское личное наименование
- либо как слово, для которого не существует никакого значения
- либо, по версии крестьян,— в честь царя Шафата или Иосафата.

Шарль Клермон-Ганно сообщил о нескольких традициях, касающихся названия деревни в древности, так Шафат в древности был известен под названием:
- Алайку
- Дейр Махрук (сожженный)
- христианская традиция называла поселение по имени царя Яхафата, жившего здесь и упоминаемого в Торе.

Однако еврейское имя ивр. יְהוֹשָׁפָט‎ (Иосафат) не содержит буквы Аин, которая есть в слове ивр. שעפט‎ (Шуафат), и, следовательно, связывать таким образом два названия — полностью искусственная традиция, на которую, возможно, повлияла близлежащая Иосафатова долина.

## История
Самые старые архитектурные находки в Шуафате датируются периодом 7000 лет назад, то есть относятся к медному веку (энеолит).
В слое II—I веков до н. э. обнаружили артефакты, доказывающие наличие укреплённого земледельческого поселения. Наибольшего размера поселение достигло в римский период, между 70-130 года н. э., прежде чем было заброшено или разрушено после восстания Бар-Кохбы (135 год н. э).
Во II—IV веках поселение было восстановлено, но в меньших размерах.
Библейские историки конца XIX века предположили связь поселения с библейским городом Мицпа или Ноб,, в XXI-веке была предположена связь поселения с библейским топонимом Гебим из книги Исайи (Ис. 10:31), хотя и предупреждалось, что это остается неопределенным.

### Период Второго Храма
В ходе археологических раскопок (1991) было обнаружено укреплённое сельскохозяйственное поселение II века до н. э. недалеко от Шуафата. Подземное помещение в комплексе было датировано началом I века до н. э. и идентифицировано как молитвенная комната или синагога. Впоследствии такая интерпретация была подвергнута сомнению. В 2008 году Рахель Хахлили заявила, что это сооружение больше не считается синагогой. Поселение было заброшено после серьёзного повреждения землетрясением в 31 году до н.э..
Вблизи Шуафата, в Рамат-Шломо, на месте, ранее известном как хребет Шуафат, были обнаружены еврейские гробницы, датируемые этим периодом и большой карьер, возможно, связанный с расширением Иродом Второго Храма.
Во время спасательных раскопок возле лагеря беженцев Шуафат, в рамках подготовки к прокладке путей иерусалимского скоростного трамвая, были обнаружены остатки еврейского поселения римского периода. Поселение находилось на главной римской дороге, ведущей на север от Иерусалима к Сихему / Наблусу. Поселение было основано после разрушения Иерусалима в 70 г. н. э. и внезапно заброшено около 130 года н. э., незадолго до начала восстания Бар-Кохбы. Поселение было спланировано римскими властями, дома стояли стройными рядами, имелось две термы (общественные бани, используемые римлянами).
На момент открытия это место считалось первым признаком активного еврейского поселения в районе Иерусалима после падения города (70-м год н. э.) и крупнейшим окрестностях Иерусалима. Поселение протянулось на 310 м, его ширина достигала 35 м. Доказательством того, что поселение было еврейским, явилось большое и разнообразное собрание сосудов из мела, найденных там. Евреи считали, что такие сосуды не переносят нечистоту. Некоторые из обнаруженных там сосудов относятся к типу, обнаруженному только после 70 г. н. э.. Также в ходе более поздних раскопок были найдены миквы (еврейские ритуальные бассейны для омовений).
Наличие общественных бань (терм), задержка с обнаружением еврейских ритуальных бань (микв), заставило предполагать, что поселение было римско-еврейским. Богатые клады монет, косметики, каменных сосудов и импортного вина, свидетельствовали о богатстве жителей

### Позднеримский и византийский периоды
Во II—IV веках н. э. в поселении, возродившемся в меньших масштабах, к западу от улицы Шуафат, были обнаружены сельскохозяйственные террасы.

### Период крестоносцев
Крестоносцы называли район современного Шуафата Дерсофат или Дерсофах. В марте 1179 года было отмечено, что его доходы пошли в аббатство Святой Марии Сионской в результате гранта, предоставленного Ансельмом де Паренти.
В центре деревни были найдены остатки постройки крестоносцев. Виктором Гереном было предположено, что это, возможно, церковь: «Один [дом], который до сих пор носит название Эль-Книше (церковь), представляет собой остатки христианского святилища».
Конрад Шик описал это здание, которое он не признал церковью, разрушенные дома феллахов напротив, караван-сарай в обычном стиле крестоносцев, со сводом посередине. Могила шейха Абдаллаха была построена на вершине этого здания.

### Мамлюкский период
Археологи обнаружили в этом районе сельскохозяйственные террасы периода мамлюков (1260—1516).

### Османский период
Деревня была включена в состав Османской империи в 1517 году (как и вся Палестина), а в 1596 году Шуафат появился в налоговых регистрах Османской империи, как район (лива), находящийся в муниципалитете (нахия) Иерусалима (Кудс). В районе проживало восемь мусульманских семей, которые платили налоги на пшеницу, ячмень, виноградники и другую сельскохозяйственную продукцию (всего 2200 акче).
В 1838 году Эдвард Робинсон описал Шуафат как небольшую мусульманскую деревню с остатками старой стены а де Сольси в 1851 году описал замок с квадратной башней (донжон).
Французский исследователь Виктор Герен посетил деревню в 1863 году, а также проезжал мимо деревни в 1870 году. Он отметил, что в деревне проживает 150 жителей, и, с возвышенности, на которой она расположена, видны купола и минареты Иерусалима. Он также отметил древность домов со сводами. Остатки церкви Аль-Каниса были отнесены им к франкской церкви. В официальном списке османских деревень (1870 год) указано 23 дома и численность населения в 90 человек (только мужчины).
В 1883 году Фондом исследования Палестины Шуафат описывался как "небольшая деревня на плоском отроге к западу от водораздела, окруженная оливковыми деревьями, с колодцами на севере и священной часовней султана Ибрагима. В 1896 году население Шуафата оценивалось в 276 человек.
Османы построили новую дорогу на месте старой римской дороги Иерусалим—Наблус.

### Период британского мандата

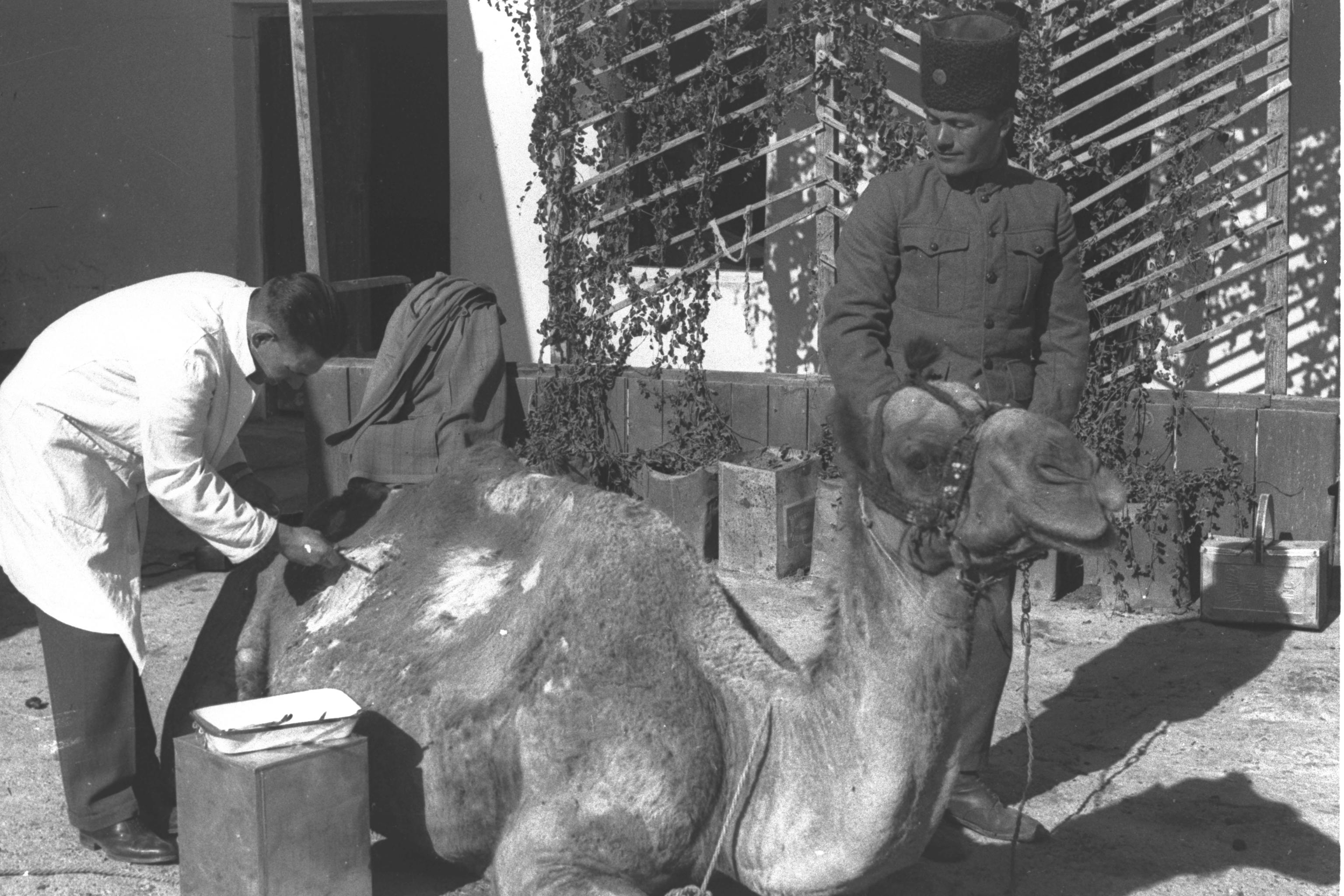
Государственная ветеринарная станция в Шуафате (1934)

Согласно переписи населения Палестины 1922 года, проведенной властями британского мандата, в Шуафате проживало 422 человека, все мусульмане. В 1931 году —539 человек, все мусульмане, в 123 домах, в 1945—760 человек, все мусульмане. В 1945 году у них было 5215 дунамов земли, 484 дунама предназначались для плантаций и орошаемых земель, 2111 — для зерновых, а 62 дунама — для застроенных (городских) земель.

### Иорданский период
Город Шуафат должен был стать самой северной точкой corpus separatum, предложенного в 1947 году для Иерусалима и окружающих его деревень.
В середине февраля, во время арабо-израильской войны 1948 года, Абд аль-Кадир аль-Хусейни, лидер палестинских нерегулярных формирований в этом районе, безуспешно пытался убедить жителей Шуафата напасть на соседнее еврейское поселение Неве-Яаков. 13 мая жители деревни эвакуировались по приказу Арабского легиона. Вскоре после этого Пальмах захватил Шуафат, разрушив многие здания. Затем Шуафат был оккупирован Иорданией, которая аннексировала Западный берег (апрель 1950 года).
Король Иордании Хусейн построил здесь дворец.
В 1961 году население Шуафата составляло 2541 человек, из них 253 — христиане.

#### Лагерь беженцев Шуафат

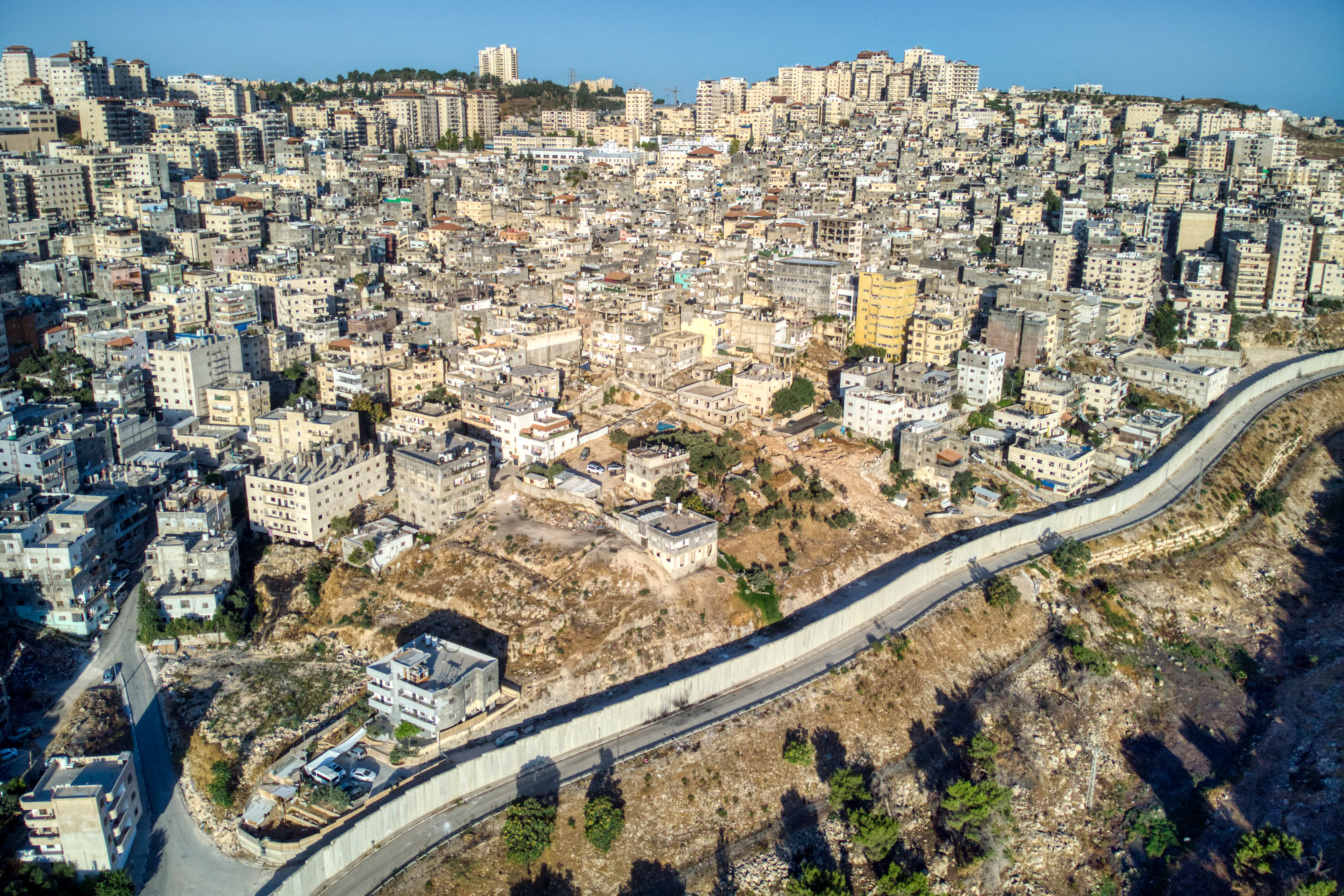
Лагерь Шуафат, 2023 г.

После войны 1948 года Красный Крест разместил палестинских беженцев в безлюдном и частично разрушенном еврейском квартале Старого города Иерусалима. Со временем поселение превратилось в лагерь беженцев Муаска, управляемый БАПОР, в котором размещались беженцы из 48 мест. Старые еврейские дома не были снесены так как БАПОР и правительство Иордании опасались негативной международной реакции.
В 1964 году было принято решение переселить беженцев в новый лагерь, построенный на преимущественно еврейской земле недалеко от Шуафата. Многие беженцы были насильно переселены в этот лагерь в 1965 и 1966 годах. Между лагерем и остальной частью Шуафата и Иерусалима —Барьер. Жители лагеря Шуафат платят налоги израильским властям.
В 2012 году ученый из Сорбонны профессор Сильвен Булле назвал лагерь беженцев Шуафат бриколажем, в который переезжают предприятия из восточного Иерусалима, появляются новые инвестиции в коммерческие проекты. Тем не менее это крайне проблемное место с чрезвычайно высоким уровнем преступности.

### 1967 год и последствия
После Шестидневной войны 1967 года Восточный Иерусалим, включая и лагерь беженцев, был включён в состав муниципального округа Иерусалима. Жители лагеря приняли статус постоянного жителя.
Хребет Шуафат был объявлен «зеленой зоной», стройка в зоне была запрещена.
В июле 2001 года израильские власти разрушили 14 строящихся домов в Шуафате по приказу тогдашнего мэра Эхуда Ольмерта.
По словам Изабель Кершнер из New York Times (2007) Шуафат страдал от отсутствия муниципального планирования, перенаселенности и плохих дорог.
Будучи премьер-министром, Эхуд Ольмерт поставил под сомнение необходимость присоединения таких территорий, как Шуафат, к территории Иерусалима. Инициатива Израиля передать контроль над территорией Палестинской национальной администрации привела к расколу в обществе. Местный мухтар отверг этот план, так как жители района являлись израильскими избирателями.
Шуфат — зажиточный и хорошо интегрированный в жизнь израильской столицы квартал.
Три станции первой «красной» линии иерусалимского легкорельсового транспорта расположены в Шуафате: Шуафат Север, Шуафат Центр и Шуафат Юг.
Главная улица района, улица Шуафат, ранее была частью шоссе 60. В 1990-х годах к востоку от района было построено новое шоссе.
Район Шуафат известен активностью ХАМАСа, Северного крыла Исламского движения израильских арабов и ИГИЛ, организующих беспорядки с нападениями на иерусалимский трамвай, резонансным было похищение и убийство (2014) еврейскими экстремистами 16-летнего Мохаммеда Абу Хдейра.